# Montebello (animal)
Montebello tenuis es una especie de araña araneomorfa de la familia Linyphiidae. Es el único miembro del género monotípico Montebello.

## Distribución
Se encuentra en Australia Occidental.